# Allsvenskan i ishockey 1992
Allsvenskan i ishockey 1992 spelades mellan de två bästa lagen från respektive grundserie i Division 1 1991/1992 samt de två sämst placerade lagen i grundserien i Elitserien,  sammanlagt tio lag. Allsvenskans två främsta lag gick vidare till den Allsvenska finalen, lag tre och fyra gick direkt till Playoff 3, lag 5–8 gick vidare till Playoff 2 medan de två sista lagen var färdigspelade för säsongen och kvalificerade för Division I nästa säsong.
Serien spelades från den 1 januari 18 mars 1992. Inför seriestarten var Rögle och Leksand favoriter och för Rögle gick det smidigt hela vägen till seger och en plats i Allsvenska finalen. För Leksand gick det motigare. Inte förrän i den 16:e omgången tog man sig upp på andraplatsen. Stor hjälp hade de av ärkerivalen Mora som överraskande bortavann mot Södertälje i samma omgång som Leksand gick upp som tvåa. Även Björklöven överraskade och tog en tredjeplats trots att de kom som andralag från Division I Norra.

## Tabell
| Nr | Lag                | S  | V  | O | F  | GM | IM  | MS  | P  |
| -- | ------------------ | -- | -- | - | -- | -- | --- | --- | -- |
| 1  | Rögle BK           | 18 | 13 | 2 | 3  | 87 | 41  | +46 | 28 |
| 2  | Leksands IF        | 18 | 11 | 3 | 4  | 77 | 50  | +27 | 25 |
| 3  | IF Björklöven      | 18 | 11 | 1 | 6  | 75 | 53  | +22 | 23 |
| 4  | Södertälje SK      | 18 | 9  | 4 | 5  | 68 | 42  | +26 | 22 |
| 5  | Mora IK            | 18 | 9  | 3 | 6  | 66 | 53  | +13 | 21 |
| 6  | Huddinge IK        | 18 | 7  | 3 | 8  | 55 | 69  | −14 | 17 |
| 7  | Hammarby IF        | 18 | 7  | 0 | 11 | 58 | 73  | −15 | 14 |
| 8  | IF Troja-Ljungby   | 18 | 5  | 3 | 10 | 54 | 68  | −14 | 13 |
| 9  | Sundsvall/Timrå HC | 18 | 5  | 3 | 10 | 57 | 78  | −21 | 13 |
| 10 | Uppsala/AIS        | 18 | 2  | 0 | 16 | 38 | 108 | −70 | 4  |

## Allsvenska finalen
Rögle BK till Elitserien som nittonde lag i serien sedan starten 1975. Leksands IF till Kvalserien.
- Rögle BK - Leksands IF 2–3 (1–0, 1–0, 0–3) publik: 4 200
- Leksands IF - Rögle BK 3–4 (3–2, 0–0, 0–2) publik: 5 763
- Rögle BK - Leksands IF 5–2 (3–0, 1–0, 1–2) publik: 4 200
- Leksands IF - Rögle BK 4–2 (2–1, 2–0, 0–1) publik: 5 242
- Rögle BK - Leksands IF 4–3 (2–2, 0–0, 1–1, 1–0 sd) publik 4 455